# Plaza de Armas de Ovalle

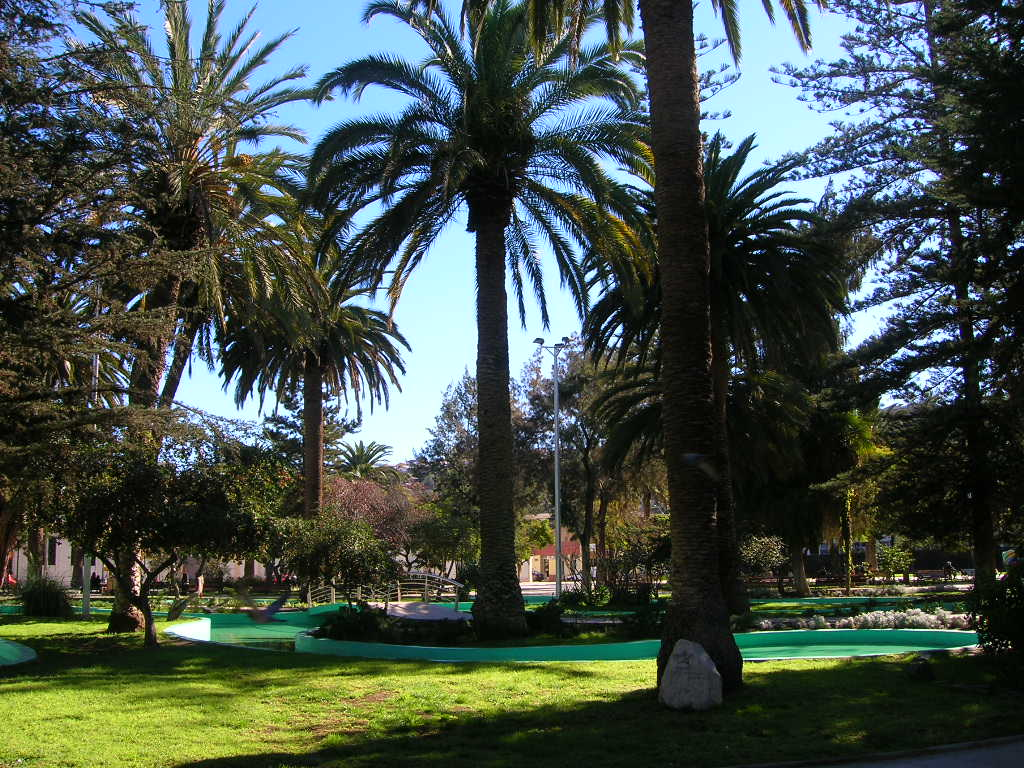
Plaza de Armas de Ovalle.

La plaza de Armas de Ovalle es la plaza principal de la ciudad de Ovalle, capital de la Provincia de Limarí  en la Región de Coquimbo, en Chile.

## Descripción
Ubicada en el corazón de la ciudad de Ovalle entre las calles Libertad, Vicuña Mackenna, Victoria y Miguel Aguirre. Su diseño corresponde al paisajista Gastón Cea, al arquitecto director de obra Pedro Brodequis y el llamativo espejo de agua, a Marcelo Bachelet Brant (ingeniero y alcalde de la ciudad). Llama la atención la variada flora que asemeja un parque botánico. Este principal paseo público es además centro de manifestaciones artísticas y culturales. En ella se realizan las ferias del libro y muestras de artesanías, la Fiesta de la Vendimia, mientras que cada domingo al mediodía se realizan retretas musicales de la Banda Municipio.

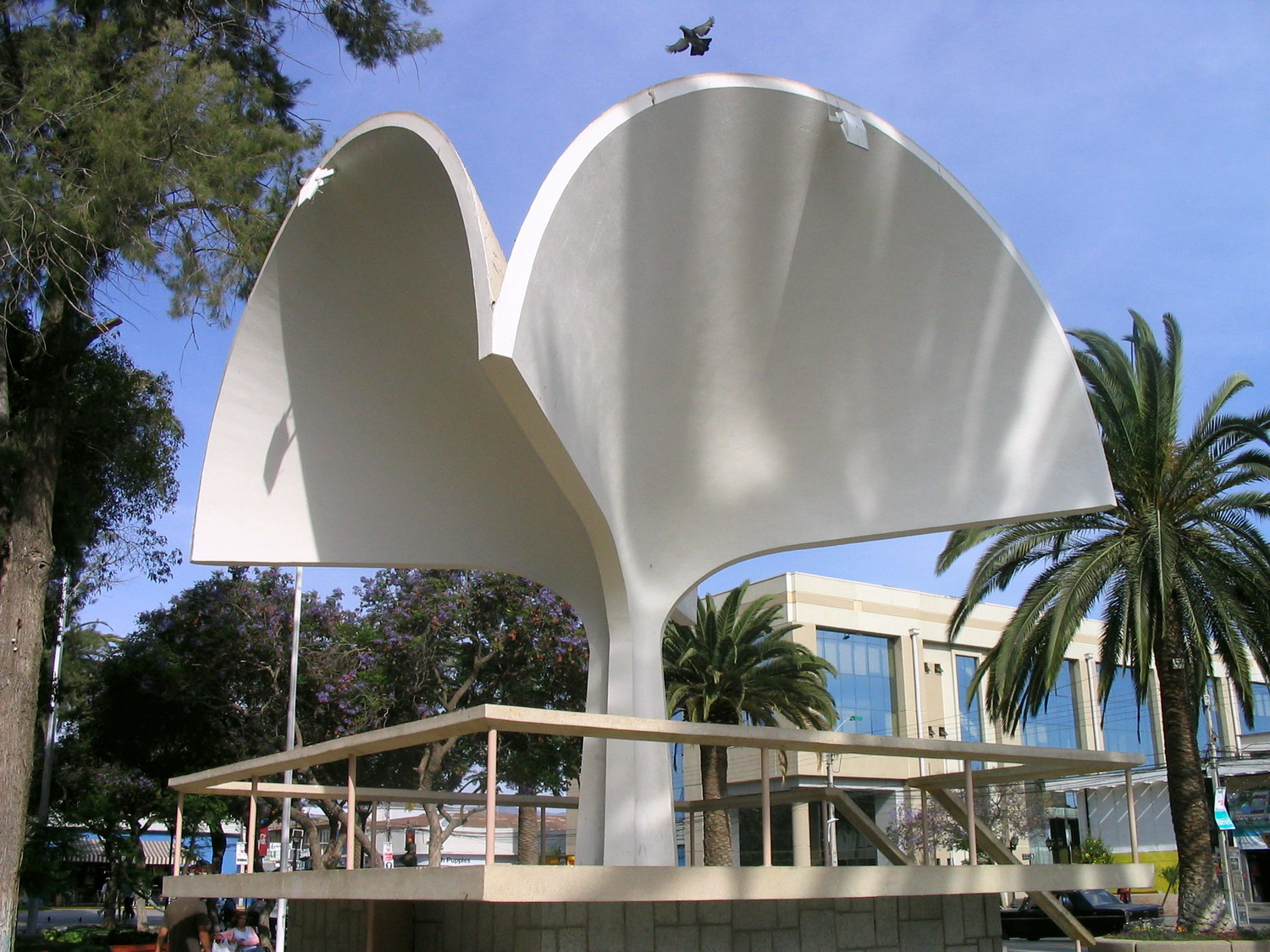
Quiosco de la Plaza de Armas de Ovalle.

En la plaza también se encuentra un quiosco diseñado por Óscar Mac-Clure y construido en 1952 junto con el espejo de agua, como parte de la remodelación llevada a cabo por el alcalde Marcelo Bachelet Brant. El quiosco se compone de cuatro bóvedas de hormigón armado sostenidas por un pilar central. Popularmente dicha estructura ha sido denominada como "El Trébol".